# František Král (voják)
Škpt. František Král (29. ledna 1914 Slavíkovice – 17. ledna 1944 Buzovka) byl důstojníkem 1. československého armádního sboru padlým během druhé světové války.

## Život

### Před druhou světovou válkou
František Král se narodil 29. ledna 1914 ve Slavíkovicích na Vyškovsku. Vystudoval vyšší průmyslovou školu v Pardubicích a poté nastoupil na prezenční vojenskou službu k dělostřeleckému pluku 302 v Olomouci, v rámci které v letech 1933 a 1934 absolvoval školu pro důstojníky těžkého dělostřelectva v záloze. Mezi lety 1934 a 1937 sloužil u finanční stráže. V roce 1937 odešel bojovat do Španělské občanské války jako interbrigadista. Na pozicích velitele kulometné roty, zástupce velitele dělostřelecké baterie a ve štábu 129. mezinárodní brigády se zúčastníl bojů u Almadénu, Granady a Madridu. Byl několikrát raněn. Do Československa se vrátil v červnu 1938. Na podzim téhož roku byl v rámci všeobecné mobilizace povolán opět k dělostřeleckému pluku 302. Dosáhl hodnosti podporučíka.

### Druhá světová válka
František Král opustil okleštěnou republiku v únoru 1939. Dne 13. srpna téhož roku se v Bronowicích přihlásil do zde vznikajícího Legionu Čechů a Slováků. S ním se v září dostal na území východního Polska okupovaného Sovětským svazem, kde byl do roku 1942 internován v táborech NKVD Jarmolice, Oranki a Suzdalu. V únoru 1942 vstoupil jako jeden z prvních do řad vznikající československé jednotky v Sovětském svazu v Buzuluku jako velitel čety protitankových kanónů. Mezi červencem a prosincem téhož roku zastával funkci osvětového důstojníka u protitankové roty, následně velel četě protitankových pušek. S ní se zúčastnil bojů o Sokolovo, během kterých byl raněn. Léčil se v Charkově, jehož obrany se následně rovněž zúčastnil. Jako velitel dělostřelecké baterie bojoval dále v bitvě o Kyjev, kde byl opět raněn a u Bílé Cerekve. Zahynul při německém ostřelování ukrajinské vesnice Buzovka v Umaňském rajónu 17. ledna 1944.

## Ocenění

### Vyznamenání
- Řád španělské republiky
- 1943 a 2x 1944 Československý válečný kříž 1939
- 1943 Řád rudého praporu
- 1943 Řád vlastenecké války II. stupně

### Posmrtná ocenění
- Františku Královi byl in memoriam udělen Československý vojenský Řád bílého lva Za vítězství 1. stupně
- Františku Královi byl v roce 1944 in memoriam udělen Řád vlastenecké války I. stupně
- František Král byl v roce 1946 in memoriam povýšen do hodnosti štábního kapitána dělostřelectva
- Františku Královi byla v roce 1948 in memoriam udělena Sokolovská pamětní medaile
- Po Františku Královi nese název jedna z ulic v jihovýchodním Charkově[1]